# حشرة كبيرة
حشرة كبيرة (بالإنجليزية: Bigbug)‏ هو فيلم كوميدي خيال علمي فرنسي قادم من تأليف وإخراج جون بيير جونيه وبطولة دومينيك بينون، ايلسا ستيانر، إيزابيل نانتي وألبان لينوار.من المقرر عرض الفيلم على منصة نتفليكس في 11 فبراير 2022.

## روابط خارجية
حشرة كبيرة على موقع IMDb (الإنجليزية)
- حشرة كبيرة على موقع ميتاكريتيك (الإنجليزية)
- حشرة كبيرة على موقع روتن توميتوز (الإنجليزية)
- حشرة كبيرة على موقع نتفليكس (الإنجليزية)
- حشرة كبيرة على موقع ألو سيني (الفرنسية)
- حشرة كبيرة على موقع فيلمافينيتي (الإسبانية)
- حشرة كبيرة على موقع قاعدة بيانات الفيلم (الإنجليزية)
- حشرة كبيرة على موقع ليتربوكسد (الإنجليزية)
- حشرة كبيرة على موقع كينوبويسك (الروسية)